# 洛林湖 (佛羅里達州)
洛林湖（英語：Lake Lorraine）是位於美國佛羅里達州奧卡魯沙縣的一個人口普查指定地區。

## 地理
洛林湖的座標為30°26′30″N 86°34′13″W / 30.44167°N 86.57028°W，而該地最高點為海拔高度8米（即26英尺）。

## 人口
根據2010年美國人口普查的數據，洛林湖的面積為6.10平方千米，當中陸地面積為5.30平方千米，而水域面積為0.80平方千米。當地共有人口7106人，而人口密度為每平方千米1,164人。